# Marinekommando Tunesien
Das Marinekommando Tunesien, auch Deutsches Marinekommando Tunesien, war eine Kommandobehörde der Kriegsmarine.

## Geschichte
Zu Beginn des Tunesienfeldzugs im November 1942 wurde das Marinekommando Tunesien eingerichtet und dem Deutschen Marinekommando Italien unterstellt. Der Chef des Marinekommandos Tunesien war zugleich Chef des Stabes des italienischen Marinekommandos Tunesien. Stabsquartier war in Bizerte.
Die Marineartillerieabteilung 640 wurde dem Marinekommando Tunesien unterstellt.
Zeitweise waren der Dienststelle die 3. und 7. Schnellboot-Flottille und die 6. Räumbootsflottille unterstellt. Seetransportstellen befanden sich in Bizerte, Tunis, Sousse, Sfax und Ferryville.
Nach der Kapitulation der deutschen Truppen am 13. Mai 1943 kamen die Angehörigen der Dienststelle in Kriegsgefangenschaft und die Dienststelle wurde aufgelöst.

## Chefs
- Kapitän zur See Otto Loycke: November/Dezember 1942 mit der Wahrnehmung der Geschäfte beauftragt
- Konteradmiral Wilhelm Meendsen-Bohlken: von Dezember 1942 bis März 1943
- Kapitän zur See Paul Hermann Meixner: von März 1943 bis Mai 1943